# Ґумновиці
Ґумновиці (пол. Gumnowice) — село в Польщі, у гміні Накло-над-Нотецем Накельського повіту Куявсько-Поморського воєводства.
Населення — 90 осіб (2011).
У 1975-1998 роках село належало до Бидгощського воєводства.

## Демографія
Демографічна структура станом на 31 березня 2011 року:
|          | Загалом | Допрацездатний вік | Працездатний вік | Постпрацездатний вік |
| -------- | ------- | ------------------ | ---------------- | -------------------- |
| Чоловіки | 49      | 18                 | 30               | 1                    |
| Жінки    | 41      | 8                  | 29               | 4                    |
| Разом    | 90      | 26                 | 59               | 5                    |